# 刮食杜父魚
刮食杜父魚，為輻鰭魚綱鮋形目杜父魚亞目杜父魚科的其中一種，為溫帶海水魚，分布於東太平洋加拿大夏洛特皇后群島至美國加州海域，棲息深度15-146公尺，體長可達14公分，棲息在底層水域，生活習性不明。